# 아나 슈트
아나 슈트(Anna Schudt, 1974년 3월 23일 ~ )는 독일의 배우이다.